# Алканьойнш
Алканьойнш (порт. Alcanhões)  —  район (фрегезия) в Португалии,  входит в округ Сантарен. Является составной частью муниципалитета  Сантарен. Входит в экономико-статистический  субрегион Лезирия-ду-Тежу, который входит в Рибатежу. Население составляет 1615 человек на 2001 год. Занимает площадь 11,44 км².
Покровителем района считается Святая Марта (порт. Santa Marta). 